# Platyschkuhria
Platyschkuhria är ett släkte av korgblommiga växter. Platyschkuhria ingår i familjen korgblommiga växter.
Kladogram enligt Catalogue of Life:
| Platyschkuhria | \| \| Platyschkuhria integrifolia \| \| \| \| \| \| Platyschkuhria ourolepis \| \| \| \| |
|                | \| \| Platyschkuhria integrifolia \| \| \| \| \| \| Platyschkuhria ourolepis \| \| \| \| |
|                | Platyschkuhria integrifolia                                                              |
|                |                                                                                          |
|                | Platyschkuhria ourolepis                                                                 |
|                |                                                                                          |

## Bildgalleri

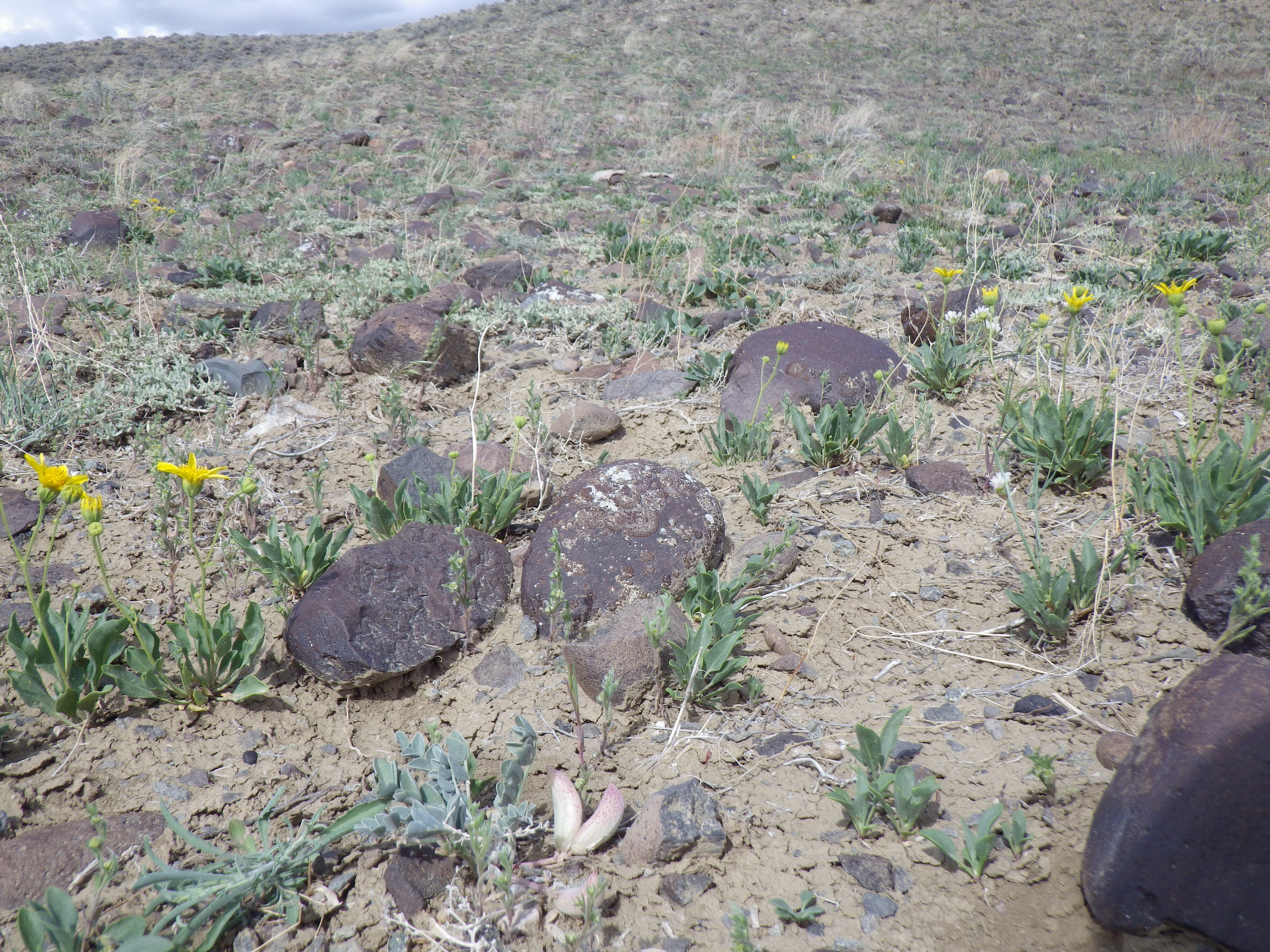
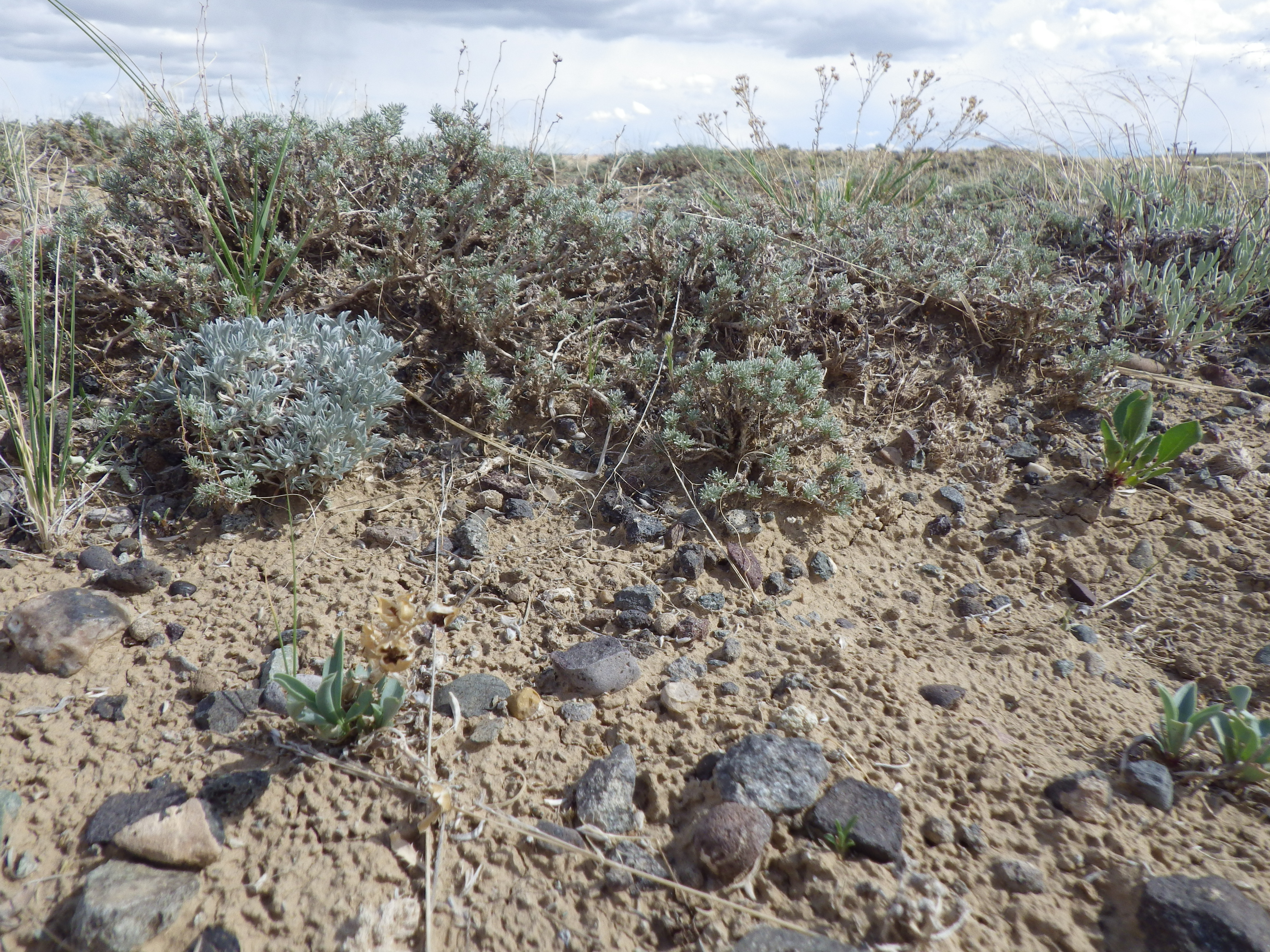
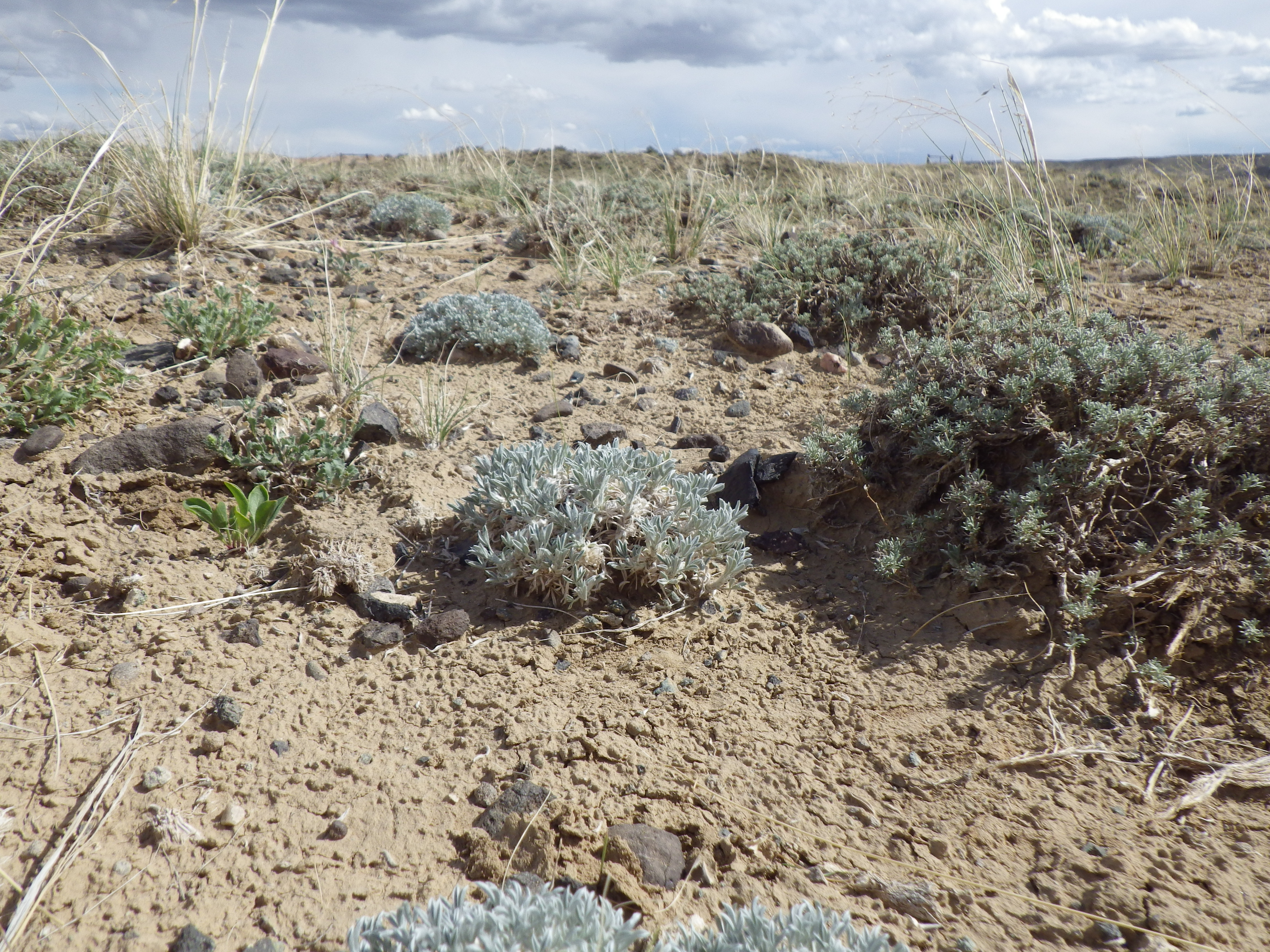
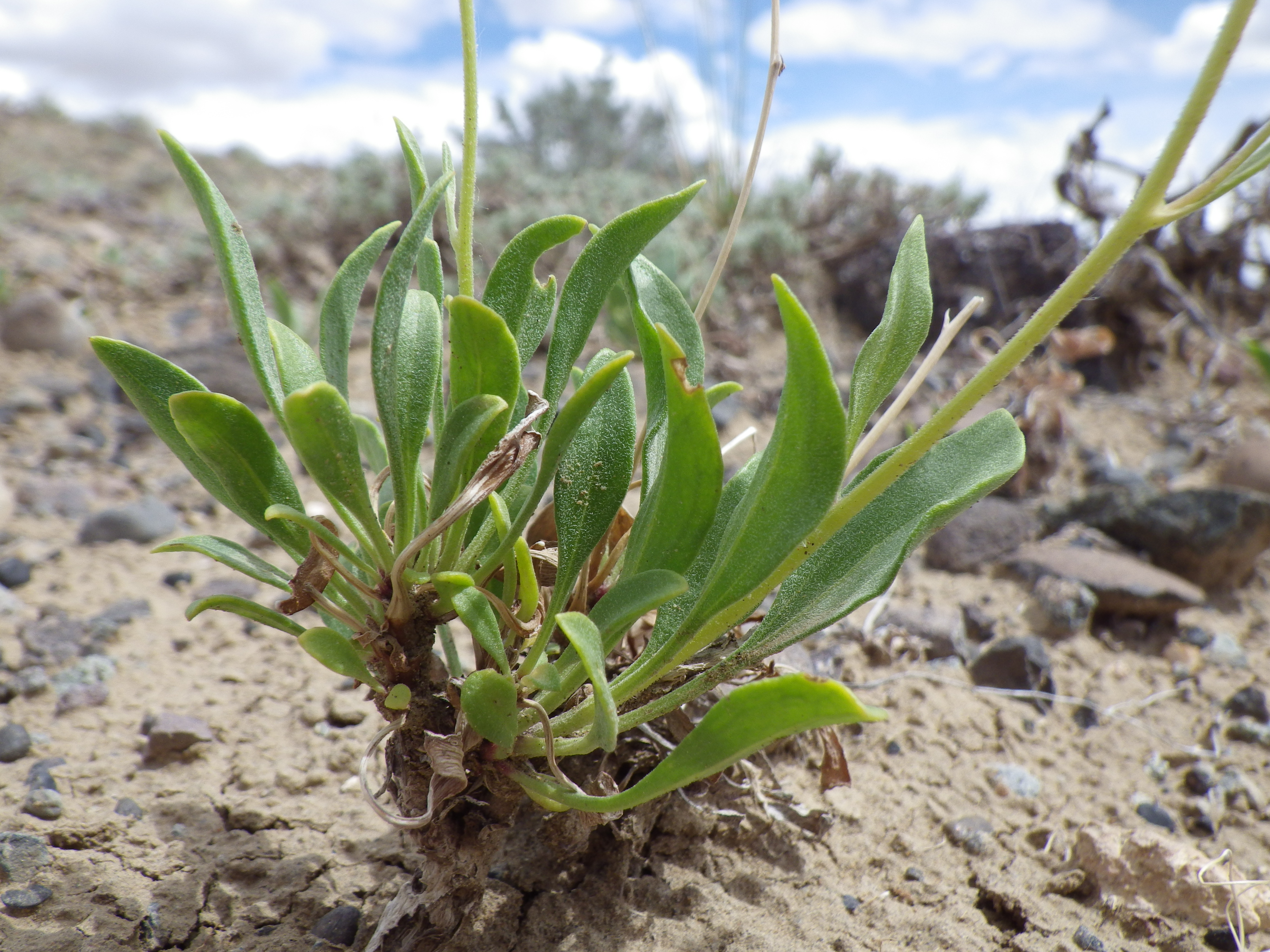
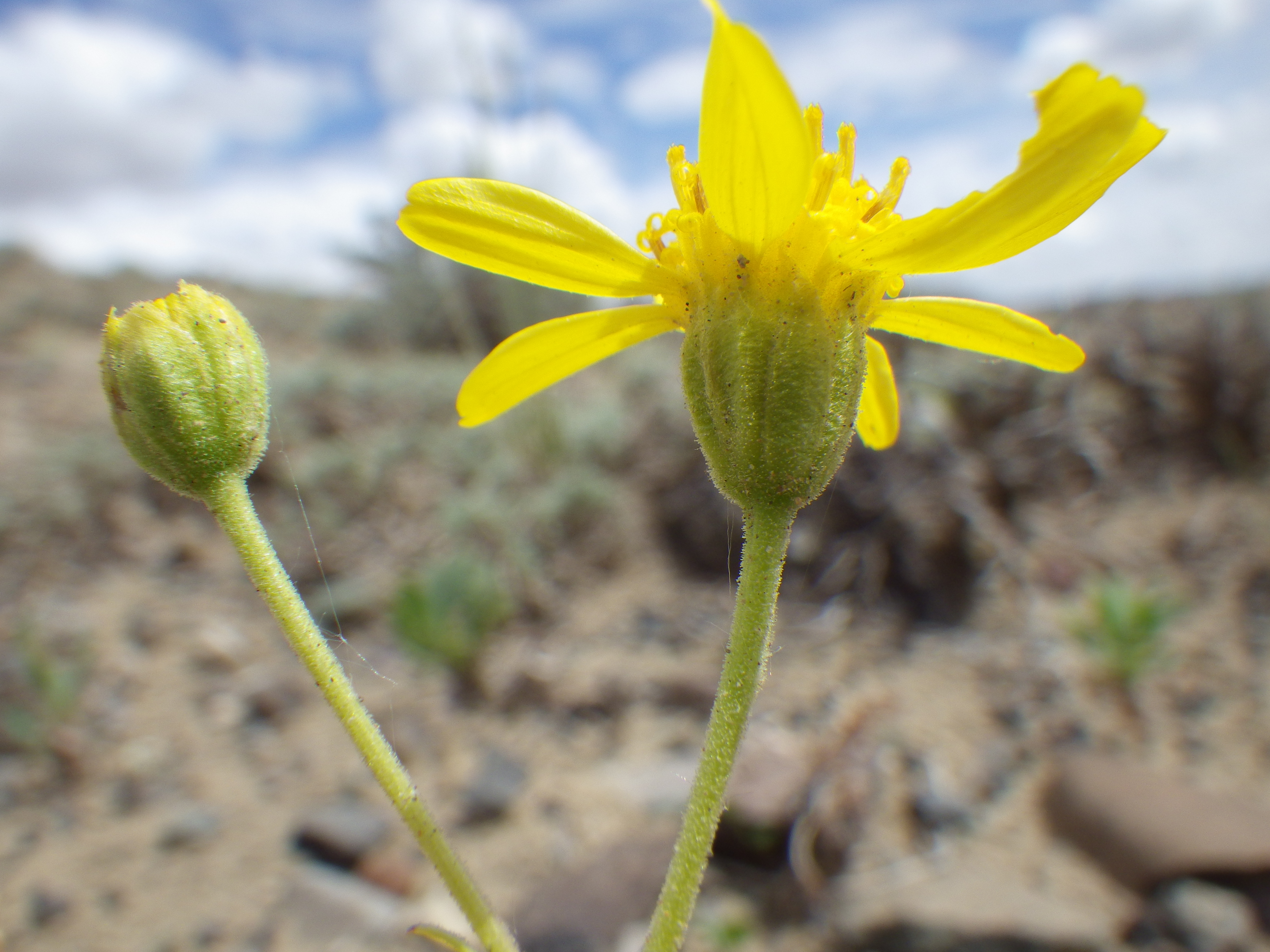
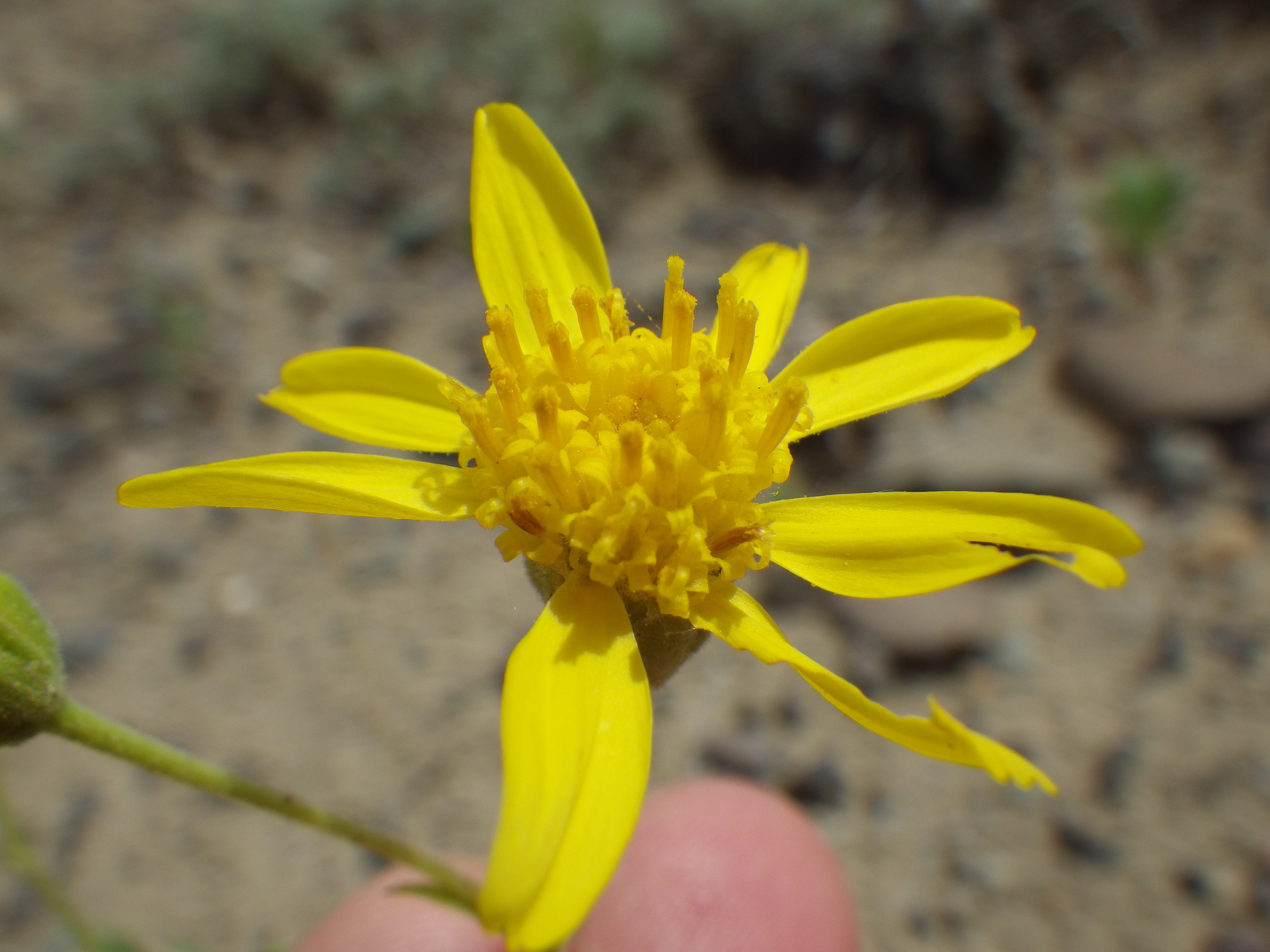